# Pavel Josef Šafařík

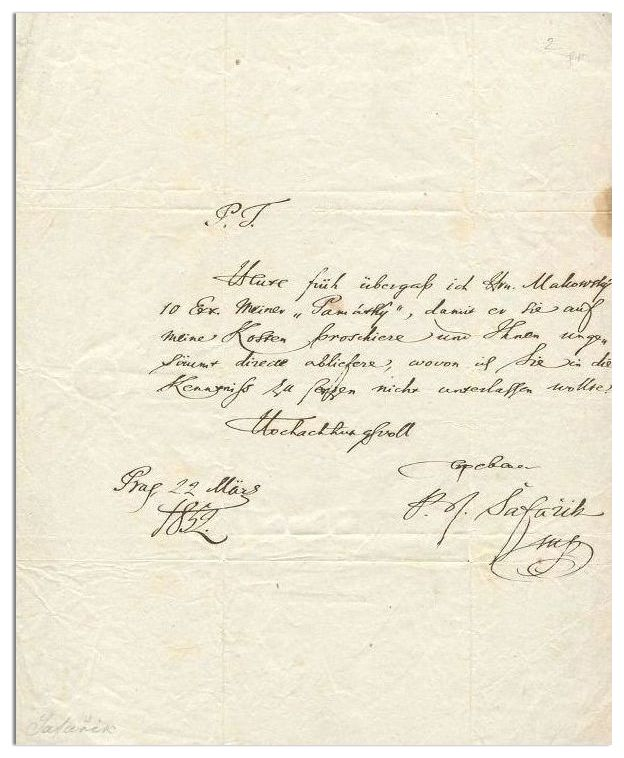
Podpis Šafaříka na vlastnoručním dopisu

Pavel Josef Šafařík (též Šafárik – původní příjmení, Šaffařík; zřídka Josef Jarmil, německy Schafarik; 13. května 1795, Kobeliarovo – 26. června 1861, Praha) byl slovenský česky píšící spisovatel, slavista, literární historik, etnograf a jazykovědec.

## Chronologie
Pocházel z malé východoslovenské vsi, z rodiny evangelického kazatele a učitele. V letech 1806–1808 studoval v Rožňavě, v letech 1808–1810 v Dobšiné a poté (1810–1814) v Kežmarku. Roku 1815 odjel studoval do Jeny teologii (do roku 1817). V letech 1819–1833 působil jako profesor a ředitel na srbském gymnáziu v Novém Sadě. Zde se roku 1822 oženil s Boženou Julií Ambrózyovou († 5. června 1876), s níž měl šest dětí. 
Roku 1826 se stal dopisujícím členem Učené společnosti krakovské a roku (1827) členem Varšavského tovaryšstva přátel nauk. Roku 1833 odešel do Prahy, kde mu přátelé František Palacký a Josef Jungmann sbírkou mezi vlastenci zajistili příjem 480 zlatých ročně po dobu 5 let, kterou vyplácel muzejní výbor s podmínkou, že bude psát výhradně česky. V letech 1838–1842 vedl redakci časopisu Muzejník a vydával časopis Světozor.
Roku 1845 odmítl nabídku stát se profesorem slavistiky v Berlíně. 

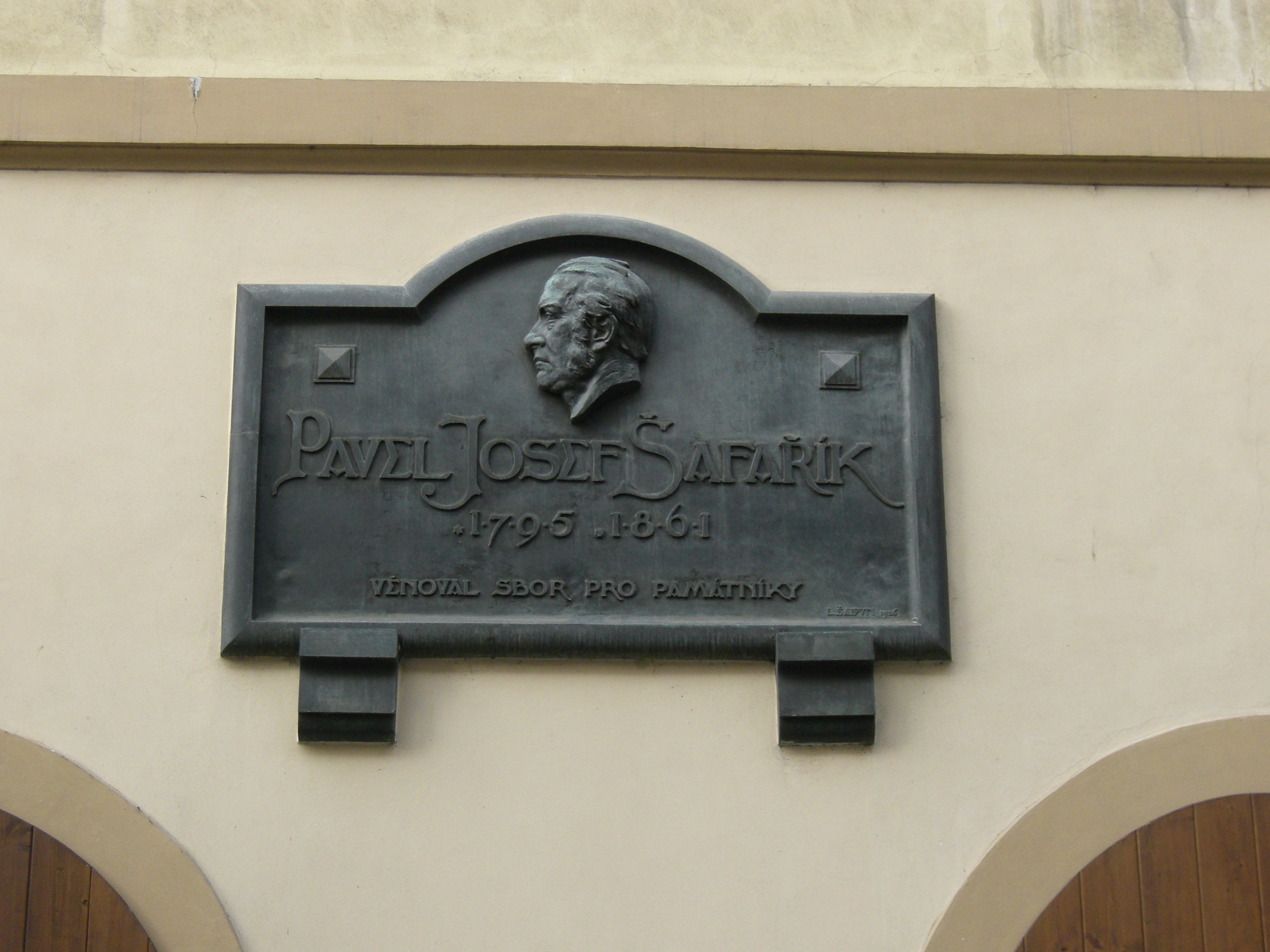
Pamětní deska na Klementinu v Praze.

 Od roku 1847 pracoval v Univerzitní knihovně. Roku 1848 se účastnil sjezdu českých a německých spisovatelů a Slovanského sjezdu a stal se poslancem zemského sněmu.
Pokoušel se založit nový vědní obor – slovanskou archeologii. Ke snahám o vytvoření samostatné slovenštiny se stavěl spíše zdrženlivě, ale snažil se být prostředníkem mezi českou a slovenskou stranou. Byl pohřben na evangelickém hřbitově v Karlíně, roku 1900 byly jeho ostatky přeneseny na Olšanské hřbitovy.

## Život

### Rodina a dětství
Život Šafárikovy rodiny, jeho rodičů, prarodičů, příbuzných a sourozenců je úzce spjat s Štítnikem a jeho okolím. Otec Pavel (Pavol) Šafárik (1761–1831) se narodil ve Štítniku 26. ledna 1761, zde i navštěvoval latinskou školu. Dva roky chodil do školy v obci Kunova Teplica, aby se naučil maďarsky. Po ukončení studií působil asi patnáct let v okolí Štítníka jako učitel (preceptor). Zřejmě z finančních důvodů však učitelského povolání zanechal a odešel do Kobeliarova, kde působil jako evangelický kněz. Kobeliarovo leží v jihovýchodní části Slovenského rudohoří. Je přibližně stejně vzdálené od Rožňavy, Dobšiné a Jelšavy. Leží v těžišti pomyslného trojúhelníku těchto tří míst.
Pavel Josef Šafařík se narodil krátce po přesídlení rodiny. Jeho nejstarší bratr Jan byl tehdy dvanáctiletý, sestra Marie desetiletá a další bratr Ludvík Samuel sedmiletý. Matka Katarína, rozená Karešová (1764–1812) pocházela z chudé zemanské rodiny v Hankové. Měli spolu 5 dětí, z nich prvorozený Pavel Jozef 1791 po roce zemřel.
Kobeliarovská fara patřila k nejchudším v Gemeru, a pokud chtěla Šafárikova matka přiměřeně zajistit rodinu, musela pěstovat len, příst, tkát, starat se o hospodářství a obchodovat, což uměla. Zajistila v domácnosti dostatek všeho. Zemřela 14. prosince 1812 ve věku čtyřiceti osmi let.
Šafaříkův otec se půl roku po její smrti oženil podruhé (2. červen a 1813), proti vůli svých dětí, s Rozálií rozenou Drábovou, vdovou po rožňavsko-bystranském faráři Pavlovi Lovčányim. Z prvního manželství přivedla dceru Rozálii a syna Pavla. S touto ženou žil až do své smrti, do 4. února 1831. Pavel Josef Šafařík měl tedy 3 přeživší vlastní sourozence a 2 nevlastní sourozence.

### Studia (1800–1815)
Životopisci shodně uvádějí, že základy školního vzdělání získal od otce, jak později zapsal jeho syn Vojtěch: „Když mu ale v 7 mém roce jen jednou abecedu celou ukázal, tu on sám hravě čísti se naučil, a již pak celý den na peci sedával čítaje. Do 8 ho roku již dvakráte byl celou bibli přečetl, a jedno ze zalíbených jeho zaměstnání bylo, že bratřím a sestře, jakož i lidem domácím kázával.“ Škola a učitelé zde vůbec nejsou zmíněni.
Národní povědomí ovlivnil v Kobeliarove jeden z tamních písmáků jménem Novák, který malému Pavlovi půjčoval české knihy. S největší pravděpodobností jde o tamního učitele (ludimagistra) Tomáše Nováka. Podstatnějším faktorem, který ovlivnil Šafaříkovo národní povědomí, bylo slovenské lidové prostředí, jazyk, lidová slovesnost, písně, pohádky a pověsti o zbojnících, krása okolní přírody. O hloubce a intenzitě vlivu kobeliarovského prostředí na Šafaříka svědčí i jeho vzpomínky na dětství a časté pozdější návraty. Živě si své dětství vybavoval i po padesáti či šedesáti letech.
V letech 1805–1808 studoval v Rožňavě. Podle některých životopisců šlo o nižší gymnázium, podle jiných o evangelickou školu, která se právě  v nástupním roce P. J. Šafárika postupně měnila ve „vyšší“ střední (latinskou) školu. Protože zde Šafárik studoval jen tři roky, domnívají se někteří životopisci, že nastoupil hned do druhého ročníku donata. Během rožňavských studií bydlel Šafárik u svého profesora Ujházyho, kde se zároveň stravoval, podobně jako další studenti i dívky, které se přišly do Rožňavy naučit němčinu a šití. Šafárik pod vedením a osobním dohledem svého profesora, od roku 1806 i svého příbuzného, a jeho dcery provdané za Ujházyho, úspěšně rozšířil své znalosti a vzdělání. Kromě povinné latiny si osvojil také maďarštinu a němčinu.
Na podzim roku 1808 odešel P. J. Šafárik na studium humaniora do Dobšiné, ačkoli mohl pokračovat v syntaxi a rétorice. Hlavním důvodem jeho odchodu bylo opět pravděpodobně hmotné postavení rodiny. Studium bylo výhodnější, protože zde mohl bydlet, a také bydlel, u sestry Marie, která se sem přestěhovala z Rožňavy. P. J. Šafárik studoval v Dobšiné 2 roky, a to v školních letech 1808/1809 a 1809/1810. V studiu na Dobšinské škole dosáhl ještě větších úspěchů než v Rožňavě. V Dobšiné se dále rozvíjely a prohlubovaly předpoklady k jeho básnické, pedagogické a vědecké činnosti. Splnil také podmínky potřebné k dalšímu studiu, a odešel odtud s výborným vysvědčením, žádoucími vědomostmi z literatury a se znalostí latiny, němčiny a maďarštiny. Studium v Dobšiné, kde se mluvilo převážně německy, poskytovalo slovenským chlapcům možnost aktivně si osvojit německou řeč, případně se v ní zdokonalit. Z knihy Šafárik na Slovensku…: „…do Dobšiné přicházeli synové statkářů, vesnické inteligence, řemeslníků a kupců i ze vzdálenějších měst, aby kromě znalostí z donáta, gramatiky a syntaxe osvojili si i německou řeč. Podobně chodívali kluci ze slovenského rodin studovat na latinské školy do Gemera, Oždian a Rožňavy, aby si zde osvojili maďarštinu. Pokud se chtěli vzdělanci Uherska uplatnit v praxi, museli nutně ovládat všechny čtyři jazyky země: latinu, němčinu, maďarštinu a slovenštinu.“ Z tohoto hlediska bylo pro Šafaříka opravdu štěstím, že studoval i v Rožňavě a, i když nuceně, v Dobšiné.
Ukončením studia v Dobšiné nastává v životě patnáctiletého Šafárika velká změna. Vyčerpal možnosti studia v regionu a je proto nepřímo nucen opustit rodinu a rodiště Kobeliarovo, gemerské prostředí, bohaté na kulturní historii. Tím zároveň ztratí bezprostřední kontakt se slovenskými vesnicemi a jejím lidem, jeho problémy, ale také s jeho slovesností a folklórem.
Pavel Josef Šafařík přicestoval do studeného a drsného podnebí Kežmarku na podzim roku 1810. Čekalo jej tu pět let studia, studoval zde však jen čtyři roky. V důsledku píle byl rétorem jen jeden rok (1810/1811), po roce přešel do filosofie a ve školním roce 1812/1813 byl již politikem – juristou. V posledním roce studia (1813/1814) absolvoval teologii, jejíž obsah výuky kromě teologických disciplín tvořily přednášky z historie a encyklopedie, z teoretické a praktické fyziky, ze zdravovědy a přirozeného práva, z práva státního a práva národů. Studium v Kežmarku ukončil P. J. Šafárik v létě roku 1814 absolvováním všech tří kurzů:
- filozofického u J. Genersicha, ve kterém se probírala logika, metafyzika, čistá a aplikovaná matematika, teoretická a experimentální fyzika, ekonomie ruralis, latinský styl, srovnávací filosofie a historie Uherska; Šafaříka ve všech předmětech hodnotili známkou eminens;
- politicko-juridického pod vedením Š. Aderjána, kde učební plán obsahoval předměty: jus naturae, jus privatum civile et criminale, scienciae politicae, který skončil ve všech předmětech jako eminenter;
- teologického u profesora Daniela Mihálika, kde si výborně osvojil dogmatickou a morální teologii, úvod do knih sv. Písma ( hermeneutiku), řečtinu a hebrejštinu.

Jako podmínku pro přijetí na německou univerzitu a získání některého ze stipendií pro „uherské“ studenty v Německu provedl kandidatikum z teologie u K. Genersicha s prospěchem „eminenter profectus in theolog. Praeparatoris“.
Studium a pobyt v Kežmarku měl pro formování osobnosti Pavla Josefa Šafaříka, jako básníka a pozdějšího vědce evropského ba světového formátu, velký význam. Sám o tom napsal ve vlastním, německy napsaném životopise. P. J. Šafařík se v studiu vyznačoval mimořádnou pílí, vynikal v „mravech“ (v chování) i v prospěchu, za což ho v jednom i v druhém hodnotili známkou „eminens“. Šafárik si dokonale osvojil němčinu a klasické jazyky. V teologickém kurzu se učil řečtinu a hebrejštinu. Řečtina a latina mu otvíraly brány k antické a latinské literatuře. Znalosti poskytované školou si Šafařík rozšiřoval a prohluboval samostudiem, v čemž mu vytvářela vhodné připomínky bohatá knihovna lycea, ale i díla a časopisy, které si sám kupoval. Studium historie formovalo v Šafaříkovi historické vědomí, ve kterém začínala zajímat důležité místo láska k českému a slovenskému národu, postupně se rozšiřující na národ srbský a později na všechny slovanské národy. Zde na evangelickém lyceu v Kežmarku se spřátelil s J. Blahoslavem, jakož i polskými, srbskými, haličskými a rusínskými studenty, což také ovlivnilo jeho slovanskou orientaci a literární, zejména básnickou tvorbu. Šafárikova láska k rodnému kraji, vlasti, národu a jazyku našla konkrétní výraz v básnické tvorbě a v sběru slovenských lidových písní. Výsledkem básnické tvorby v Kežmarku byla oslavná báseň na Ondřeje Máriassyho, patrona lycea, barona z Markušovcí a Batizovcí u příležitosti jeho návratu jako plukovníka pěchoty z války proti Napoleonovi pod názvem Ode festiva. Do literatury se však uvedl básnickou sbírkou Tatranská Múza s lyrou slovanskou (Levoča 1814).
Na doporučení ředitele nebo z některého z profesorů Šafařík jako vynikající student, který byl jen rok rétorem a přeskočil do filozofie, získal v roce 1812 místo soukromého vychovatele v rodině Davida Goldbergera. Právě v tomto období, jak je již zmíněno výše, nastaly v jeho rodném Kobeliarove velké změny. 14. prosince mu umřela matka, kterou velmi miloval, a otec se po půl roce oženil podruhé se zmiňovanou Rozálií.

### Německo (1815–1817)
Po ročním vychovatelském působení pokračoval ve studiu na Univerzitě v Jeně. Pro Jenu se P. J. Šafařík definitivně rozhodl během studií v Kežmarku, především na přání otce. K hrazení studijních nákladů v Jeně se písemným potvrzením zavázal otec, potěšen tím, že alespoň jeden z jeho synů bude kráčet v jeho šlépějích. V Jeně bydlel v jednom domě se Samuelem Ferjenčíkem a Ondřejem Jamriškem, v posledním roce studia i s Janem Benediktim. Žil velmi skromně, o čemž svědčí vzpomínky jeho syna Vojtěcha.
Období po napoleonských válkách, ve kterém studoval Šafařík v Německu, poznamenávala vzrůstající politická a kulturní aktivita německé mládeže. Politické ovzduší na jenské univerzitě se vyznačovalo svobodomyslnosti a kritičností vůči reakčnímu a politickému řádu. Profesoři a studenti otevřeně a bez obav vyjadřovali své náhledy a formulovali celoněmecké požadavky. P. J. Šafárik se ve spolků a akcí studentů neúčastnil. Podepsal a respektoval Summu akademických zákonů, která zakazovala účast v „Burschenschaftech a Landsmanschaftech“. V Jeně strávil Šafařík dva roky a ukončil tři semestry studia. Dne 16. května 1816 se tam stal členem učené latinské společnosti Societas latina Jenensis.
Výsledkem Šafaříkovy básnické činnosti v Jeně je sedmnáct básní, napsaných převážně od října 1815 do května 1816. Vyšly v Hromádkových Prvotinách pěkných umění ve Vídni a získaly mu jméno v Čechách i na Slovensku. Tři semestry studia na univerzitě v Jeně byly pro Šafaříka přínosem v každém směru. Především přispěly k formování jeho odborného a vědeckého profilu. V Jeně si osvojil kritické metody vědeckého bádání a získal pro ně důkladnou metodologickou přípravu. Našel tam mezi spolužáky další přátele. Jeden z nich, Juraj Müller, bývalý vychovatel v rodině Kubinyiů, Šafaříka informoval o tomto výhodném zaměstnání, prostřednictvím Samuela Ferjenčíka osobně poznal Johanna Wolfganga Goetha a Jána Chalupku, s nimiž jej spojovaly literárně-umělecké zájmy.
Z Jeny, se kterou se Šafařík loučil nerad, odešel na začátku května 1817 s vysvědčením vydaným na odchod prorektorem Danzou. Příčin jeho předčasného odchodu bylo několik: administrativní zásah rakouské vlády, která nedovolila lidem z Uher studovat v Německu, Šafaříkova opatrnost i finanční tíseň.
Při cestě na Slovensko se zastavil v Lipsku a v Praze, kde se setkal s několika českými národními obrozenci (Dobrovským, Jungmannem, Hankou, Presslem, Vojtěchem Nejedlým a jinými). Při měsíčním pobytu v Praze se zajímal o místo vychovatele, pak odešel přes Vídeň do Bratislavy. V Bratislavě pobyl deset dní a setkal se s Františkem Palackým, se kterým si již dříve dopisoval.

### Slovensko (1817–1819)
V létě 1817 bylo Šafaříkovi nabídnuto místo vychovatele v rodině Gašpara Kubínyiho v Bratislavě. P. J. Šafařík nabídku přijal a na místo nastoupil 20. srpna 1817. Vychovával syna Ladislava. K tomuto rozhodnutí mohlo vést Šafaříka několik motivů: možnost vědecké práce, finanční důvody spojené se snahou si co nejdříve vyrovnat dluh u bratra Jana, ale i postavení Bratislavy a Kubínyiovy rodiny v tehdejším vědeckém, kulturním a společenském životě Uherska. Gašpar Kubínyi a celá jeho rodina si P. J. Šafaříka vážila, měla k němu přátelské až familiární vztahy, také plat byl velmi dobrý.
Přátelství Pavla Josefa Šafaříka a o tři roky mladšího Františka Palackého se odrazilo i ve společné literárně-teoretické práci Počátkové českého básnictví obzvláště prozódie (Prešpurk – Praha 1818). Jejich společným přítelem byl Ján Blahoslav Benedikti, který se posléze odmlčel, dále k nim přibyl Ján Kollár, s nímž se Šafařík osobně poznal na jaře 1819.
Rok 1819 znamenal rozhodující obrat v životě a povolání P. J. Šafaříka. Vychovatelství v Kubínyiově rodině se chýlilo ke konci. Nepřijal ani dříve nabízené místo profesora na slovenských evangelických školách (označených severní Uhry). Rozhodl se pro Nový Sad, kde Srbská pravoslavná církev již dříve založila gymnázium a na jaře 1819 vypsala konkurs na místo ředitele a prvního profesora. K tomu však Šafařík potřeboval doktorát. S pomocí a doporučením Jana Blahoslava Benediktiho jej obdržel dne 5. dubna 1819. Opět s přičiněním Benediktiho, ale i některých známých Srbů, získal místo ředitele, ač byl nejmladší z přihlášených.
Vychovatelskou činnost v Kubínyiho rodině ukončil tedy koncem června 1819. Šafaříkův odchod z Bratislavy chápali vlastenci, především ale čeští, jako ztrátu pro národ. Několik týdnů před odjezdem do Nového Sadu pobyl v rodném Gemeru, v Kobeliarově a u dědečka Kareše v Hankové. Byl to jeho poslední pobyt, do rodiště se již víckrát nevrátil.

### Srbské vojvodství (1819–1833)
Funkci ředitele převzal P. J. Šafařík se slavnostním projevem v latině. Nastínil v něm dějiny gymnázia, mluvil o profesorech a jejich vyučovacích povinnostech, pak vyjádřil své pedagogické názory na koncepci školy, a seznámil přítomné s návrhem reforem, které plánoval uskutečnit.
Nový ředitel zapůsobil na Srby velmi příznivým dojmem. Kromě P. J. Šafaříka všichni profesoři byli Srbové. P. J. Šafařík zastával funkci ředitele pět let, měl ambiciózní plán vytvořit gymnázium podle řeckého vzoru. Hned po převzetí funkce se mu podařilo prosadit drobnější změny v učebním plánu rozšířením osnov o kreslení, resp. rýsování. Pozitivně bylo přijato i sbírání knih pro budoucí knihovnu. Šafařík měl velkou radost z toho, že do knihovny přibývaly vzácné staroslověnské literárně-historické památky. V inaugurační řeči uvedl, že na gymnáziu bude on sám vyučovat matematiku (algebru i geometrii), fyziku, logiku, rétoriku, poezii, stylistiku a bude vykládat antické klasiky v I. humanitní třídě. Přednášel latinsky, německy a po zesílení maďarizačních tendencí, které v posledních třech letech jeho pobytu zasáhly i novosadské gymnázium, vyučoval i maďarštinu.
Během prvních dvou let novosadského pobytu Šafařík bydlel v domě bohatého měšťana Servického. Roce 1821 požádal Šafárika synovec srbského patriarchy, aby převzal výchovnou péči nad jeho synem. Jako odměnu dostal k dispozici část jejich domu v Novém Sadu, kde bydlel, o stravu a byt se mu starala kuchařka, kterou mu platili.
Dne 17. června 1822 se P. J. Šafařík oženil s 19letou Julií Ambrózyovou. Pocházela z drobné slovenské zemanské rodiny de Söden. Narodila se ve Velké Kikindě (Maďarsko, dnes Srbsko) 19. listopadu 1803. Její otec pocházel z Paludze v okrese Liptovský Mikuláš. Její matka Zuzana (* 1783) byla rozená Csaplovics de Jeszen, tedy Čaplovičová z Jasenové na Oravě. Manželka P. J. Šafaříka byla podle životopisců inteligentní, neobyčejně sečtělá a temperamentní. Kromě povinné maďarštiny ovládala tři slovanské jazyky: češtinu, srbštinu a ruštinu. Manželovi hodně pomáhala při jeho vědecké práci.
Šafaříkova situace v Novém Sadu se zhoršila po roce 1824, kdy rakouská vláda zakázala srbské církvi zaměstnávat na gymnáziích a ve svých službách evangelické vzdělance z Uher. Šafařík dostal výjimku pod podmínkou, že nebude vykonávat funkci ředitele.
Šafaříkovi se po zásahu vlády začaly hromadit problémy a narůstat hmotné, finanční a jiné potíže. Příjem se mu zmenšil právě když ho nejvíc potřeboval, protože v rodině přibývaly děti. V Novém Sadu se Šafaříkovým narodilo pět dětí: Ludmila (21. 2. 1824 – 28. 4. 1824), Milena (17. 7. 1825 – 4. 4. 1826), Mladen Svatopluk (17. 1. 1827 – 22. 2. 1828), Vojtěch a Božena. Zhoršení materiálních a finančních podmínek nutilo Šafaříka, aby si sám hledal profesorské místo, pokud možno na Slovensku. Z různých důvodů však mnoho dobrých nabídek nepřijal.
Během svého pobytu v Novém Sadu se Šafařík spolupodílel na sbírání, přípravě do tisku a vydávání slovenských lidových písní. Vyšly pod názvem Písně světské lidu slovenského v Uhřích. Sebrané a vydané od P. J. Šafárika, Jána Blahoslava a jiných (v Pešti 1823). Nejvýznamnějším Šafaříkovým vědeckým dílem z jeho novosadského období jsou Geschichte der slawischen Sprache und Literatur nach allen Mundarten (Pešť 1826) – Dějiny slovanských jazyků a literatur ve všech nářečích. V Novém Sadu napsal P. J. Šafařík ještě další dvě práce, které vyšly tiskem, a to: Über die Abkunft der Slawen nach Lorenz Surowiecki (Pešť 1828) a Serbische Lesekörner oder Historische – Kritische Beleuchtung der serbischen Mundart, ein Beitrag zur slawischen Sprachkunde (Pešť 1833). Šafařík nasbíral v Novém Sadu množství literárně – historického, ale i jiného materiálu, který později zpracovával v Praze.
Dne 22. prosince 1832 dal P. J. Šafařík patronátu gymnázia výpověď s tím, že zde zůstane do konce zimního semestru. Dne 6. dubna 1833 opustil Nový Sad, který v dalším životě již nenavštívil. Po neúspěšných snahách o získání pedagogického a knihovnického místa v Rusku odešel na pozvání přátel a po záruce, že tam dostane místo, přes Pešť a Bratislavu do Prahy.

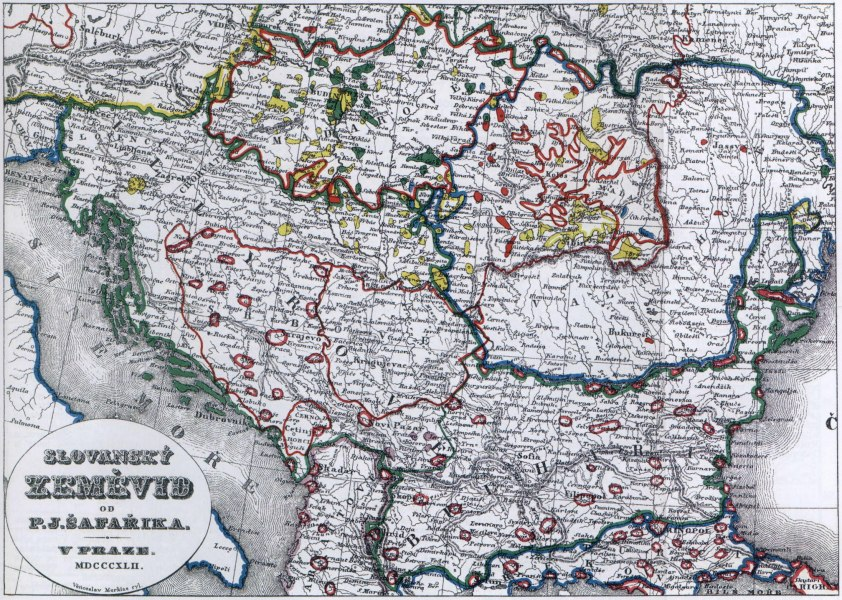
Šafaříkova mapa Balkánu z roku 1842

### Čechy (1833–1861)
Šafaříkova rodina přišla do Prahy 4. května 1833, po téměř měsíc trvající cestě. Po příjezdu do Prahy koncentroval své úsilí především na zajištění své rodiny a na možnost pokračovat ve vědecké práci. Čeští vlastenci mu v obojím pomáhali. Zajistili mu byt, což bylo tehdy nejpotřebnější, protože brzy po příchodu přibyla do rodiny dvojčata Jaroslav a Bohuslav, nar. 24. května 1833, z nichž druhý chlapec umřel 31. 8. 1837. Kromě nich se Šafaříkovým narodily v Praze další čtyři děti. Během celého svého pobytu v Praze, zejména ve čtyřicátých letech, závisela celá jeho existence na 480 zlatých, které ročně dostával od svých českých přátel pod podmínkou, že – jak to František Palacký explicitně formuloval – „od teď, cokoliv budete psát, budete to psát jen v českém jazyce“.
P. J. Šafařík zásluhou Františka Palackého vypomáhal při redakčních pracích v Časopisu Českého musea, pak po odstoupení Palackého časopis redigoval. V letech 1834–1835 byl redaktorem časopisu Světozor.
V letech 1837–1847 byl cenzorem „beletristického a smíšeného oboru“, kde patřil mezi představitele liberálního typu cenzury. Ta při respektování svobody tisku nepřipouštěla určitá témata jako prohřešky vůči veřejné morálce nebo urážky náboženství. Šafaříkova činnost tak nebyla v rozporu s jeho postavením předního českého vlastence. Tak např. v roce 1838 jeho cenzurní posudek díla Viktorina Kornela ze Všehrd O práviech, súdiech i o dskách země české knihy devatery byl kladný. Na zásah vídeňské cenzury ale k vydání s úpravami došlo až v roce 1841, poté, co se díla zastal František Palacký a Šafařík napsal posudek nový, s doporučeními menších škrtů pasáží obracejících se proti cizozemcům. Na funkci cenzora rezignoval v červenci 1847, oficiálně ze zdravotních důvodů, ve skutečnosti v souvislosti s cenzurními konflikty Karla Havlíčka Borovského.
Od roku 1841 byl kustodem pražské Univerzitní knihovny, a od roku 1848 jejím ředitelem. Téhož roku byl jmenován prvním mimořádným profesorem slovanské filologie na pražské univerzitě, ale svého úřadu se vzdal ve prospěch Františka Ladislava Čelakovského, aniž vůbec zahájil přednášky.
Vedle vědecké práce, která byla v Praze hlavní Šafaříkovou činností, byl jako autorita několikrát přizván k řešení koncepce vzdělání a školství. Například v roce 1848 ministr Alexander Bach pověřil Šafaříka společně s K. J. Erbenem členstvím v komisi pro slovanskou právní terminologii. Výsledkem činnosti komise byl slovník Juridische – politische Terminologie der slawischen Sprachen Oesterreichs (1850).
V sbírce spisů Hlasowé o potřebě jednoty spisowného jazyka pro Čechy, Morawany a Slowáky vydané Janem Kollárem v roce 1846 Šafařík kritizoval Štúrovo úsilí o vytvoření nové spisovné češtiny (1843). Ačkoli Šafařík, na rozdíl od svých českých kolegů, vždy považoval Slováky za od Čechů odlišný národ (tak je to např. výslovně uvedeno v jeho Geschichte der slawischen Sprache… a v Slovanském národopisu), prosazoval užívání „slovenského slohu českého jazyka“ jako literárního jazyka na Slovensku.

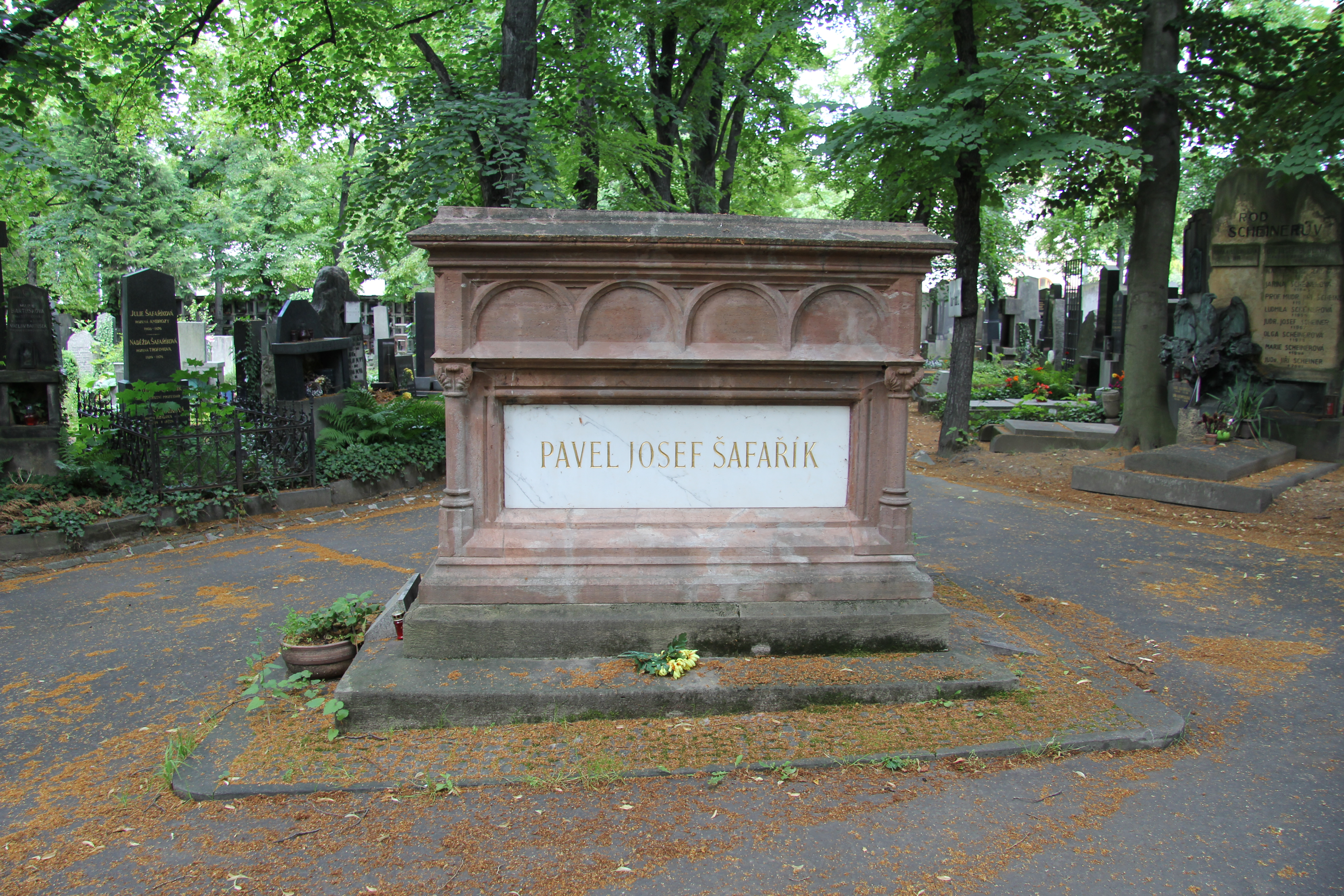
Sarkofág Pavla Josefa Šafaříka na Olšanských hřbitovech

V revolučních letech 1848–1849 se věnoval jen svým vědeckým zájmům. Po vydání díla Über die Abkunft der Slawen nach Lorenz Surowiecki sbíral historický materiál pro nejstarší období slovanských dějin. Výsledkem jeho úmorného vědeckého bádání kromě drobnějších studií jsou dvě monumentální práce, základní pilíře slovanské filologie, Slovanské starožitnosti a Slovanský národopis (Praha 1842, druhé vydání též roce 1842, třetí vydání roku 1843). Po jeho smrti, v letech 1862–1863 byl připraven III. díl Slovanských starožitností, který vyšel v Praze roku 1865.
V posledních pěti letech života začal Šafařík churavět a trpět různými fobiemi, a to i přesto, že se zbavil materiálních a finančních potíží a ubylo mu starosti o rodinu. Psychické deprese jej přivedly 23. května 1860 ke skoku z Řetězového mostu do Vltavy. Pokus o sebevraždu byl neúspěšný, vzbudil však na pražském nábřeží a následně díky novinám i u široké veřejnosti nesmírný rozruch.
Na začátku října 1860 se Šafařík definitivně vzdal místa ředitele Univerzitní knihovny. Císař František Josef I. jeho žádosti vyhověl vlastnoručně psaným dopisem, přičemž mu ponechal jako důchod plný plat. Šafařík byl na důchodu jen krátký čas. Rychle začal chřadnout, ztrácel zrak, stabilitu, a pohyboval se už jen o holi, jeho duševní stav byl proměnlivý. Zemřel 26. července 1861. Na novoměstském domě čp. 1362/II v Krakovské ulici 14, v němž bydlel, byla a je umístěna mramorová pamětní deska.
Byl pohřben na evangelickém hřbitově v Praze-Karlíně a po jeho zrušení roku 1900 byly Šafaříkovy ostatky převezeny na Olšanské hřbitovy (I. obecný hřbitov, 3. oddělení, hrob 1). Nad jeho hrob byl přestěhován původní pískovcový sarkofág se starosrbským nápisem: V krasnich mira Sego v'spitaľ se esti et junosti svojeje.

### Osud manželky a dětí po Šafaříkově smrti
Manželka Julie, rozená Ambrózyová (Ambrozy de Seden/Söden), žila ještě patnáct let po smrti svého manžela. Zemřela v roce 1876 ve třiasedmdesáti letech.
Nejstarší syn Vojtěch (Adalbert) (1831–1902) po skončení studií na univerzitě v Göttingenu dostal místo profesora na obchodní akademii ve Vídni, později se stal význačným chemikem. Jeho žena Pavlína jej přežila a dochoval se i její portrét.
Mladší syn Jaroslav (1833–1862) vystudoval medicínu na Univerzitě Karlově a stal se druhým asistentem anatoma profesora Bohdálka. Pro malý plat roce 1858 od něj odešel do Vídně, kde se stal vojenským lékařem. Po návratu z války v Itálii se stal vrchním asistentem na c. k. Josefínské akademii ve Vídni. Jeho syn Jan Šafařík daroval do Národního muzea předměty z rodinné domácnosti.
Nejmladší syn Vladislav (1840–1901), který dělal rodičům největší problémy, začal studovat práva na Karlově univerzitě, ale studium nedokončil. Odešel k armádě a bojoval v Itálii u Magenty a Solferina, kde byl raněn a získal důstojnickou hodnost. Po odchodu do civilu se ve Vídni oženil a roku 1876 se s rodinou přestěhoval do Prahy, kde pracoval v knihkupectví školních a evangelických knih a nakonec jako správce školní knihovny.
Dcera Božena (1831–1895) se provdala za Josefa Jirečka (1825–1888), českého literárního historika a politika, který byl určitý čas vychovatelem v Šafaříkově rodině. Jejich syn, historik Konstantin Jireček, později napsal knihu Šafařík mezi Jihoslovany.

## Dílo

### Poezie
- Loučení s Múzou
- Zdání Slavomilovo
- Tatranská múza s lýrou slovanskou, 1814 – básnická sbírka, psáno česky
- Mé zpěvy
- Ode festival… (Levoča, 1814), óda na barona a plukovníka Ondřeje Máriassyho, patrona Kežmarského lycea při příležitosti jeho návratu z války proti Napoleonovi
- Tatranská múza s lyrou slovanskou (Levoča, 1814) – básně inspirované klasickou i soudobou evropskou literaturou (Friedrich Schiller) a slovenskými tradicemi a legendami (Juraj Jánošík)

### Vědecká literatura
- Geschichte der slawischen Sprache und Literatur nach allen Mundarten (1826, Pešť) – Dějiny slovanské řeči a literatury podle všech nářečí. Pokusil se popsat dějiny a literaturu všech slovanských jazyků. Slovany zde pojímá jako jeden národ a jednotlivé jazyky považuje za nářečí. Toto dílo mělo velký ohlas v mnoha slovanských zemích (především v Polsku).
- Přehled nejnovější literatury illlyrských slovanů po l. 1833
- Slovanské starožitnosti (1837 + 1865, Praha) – jedná se o jeho životní dílo, pojednávající o slovanské historii a literatuře. První větší kniha o kultuře a historii Slovanů, druhé vydání (1863) redigoval Josef Jireček, pokračování vyšlo až po Šafárikově smrti v Praze roku 1865; ruský (1847), německý a polský překlad následoval ihned poté. Dílo vyšlo v nákladu 1000 ks (to je na tehdejší dobu a na česky psané dílo velmi mnoho). Mělo dokazovat rovnocennost Slovanů s ostatními národy, a že Slované jsou původními obyvateli Evropy, stejně jako ostatní národy. Toto dílo mělo veliký ohlas prakticky ve všech slovanských zemích. Chtěl napsat druhou část o kultuře, ale to se neuskutečnilo.
- Slovanský národopis
- Slovem o českém pravopise
- Výklad některých grammatických forem v jazyku slovanském
- Mluvozpytný rozbor čísloslova
- Počátkové českého básnictví, obzvláště prozódie – vydal spolu s Františkem Palackým.
- Promluvení k Slovanům, in: Prvotiny pěkných umění (1817, ?) – inspirované Herderem a jinými národními literaturami, vyzývá Moravany, Čechy a Slováky, aby sbírali lidové písně
- Počátkové českého básnictví, obzvláště prozodie (1818, Praha), spolu s Františkem Palackým – zabývá se technickými detaily psaní básní – zdůvodnil používání časomíry v české a slovenské poezii
- Novi Graeci non uniti ritus gymnasii neoplate auspicia feliciter capta. Adnexa est oratio Pauli Josephi Schaffarik (1819, Novi Sad)
- Písně světské lidu slovenského v Uhřích. Sebrané a vydané od P. J. Šafárika, Jana Blahoslava a jiných. 1–2 (Pešť 1823–1827) /Národnie zpiewanky – Pisne swetské Slowáků v Uhrách (1834–1835, Buda), spolu s Jánem Kollárem
- Über die Abkunft der Slawen nach Lorenz Surowiecki (1828, Buda) [O původu Slovanů podle Lorenze Surowieckého] – zamýšlené jako reakce na Surowieckého text, ale text se změnil na knihy o pravlasti Slovanů
- Serbische Lesekörner oder Historische-Kritische Beleuchtung der serbischen Mundart (1833, Pest) [Srbská antologie aneb historicko-kritické osvětlení srbského nářečí] – vysvětlení povahy a vývoje srbštiny
- Monumenta Illyrica (1839, Praha) – památky staré jihoslovanské literatury
- Die ältesten Denkmäler der böhmischen Sprache… (1840, Praha) [Nejstarší památky českého jazyka…], spolu s Palackým
- Slovanský národopis (1842 – 2 vydání, Praha), jeho druhé nejdůležitější dílo, snažil se podat úplný obraz slovanské etnologie; obsahuje základní údaje o jednotlivých slovanských národech, sídlech, jazycích, etnických hranicích a mapu, na níž Slovanů formálně považuje za jeden národ rozdělený do "národních celků"
- Počátkové staročeské mluvnice. In: Výbor (1845) [Základy staročeské gramatiky]
- Juridische – politische Terminologie der slawischen Sprachen Oesterreich(Vídeň, 1850) [Právně-politická terminologie slovanských jazyků Rakouska], slovník napsaný spolu s K. J. Erbenem
- Památky dřevního pisemnictví Jihoslovanů (1851, Praha) – obsahuje důležité staroslověnské texty
- Památky hlaholského pisemnictví (1853, Praha)
- Glagolitische Fragmente (1857, Praha) [Hlaholské fragmenty] spolu s Höflerem
- Über den ursprung und die Heimat des Glagolitismus (1858, Praha) [O původu a vlasti hlaholského písma] – zde přijal názor, že je hlaholice starší než cyrilice
- Geschichte der südslawischen Litteratur 1–3 (1864-65, Praha) [Dějiny jihoslovanské literatury], redigoval Jireček
- Mnoho časopiseckých statí a článků (Časopis Českého musea, Památky archeologické, aj.). V několika článcích zpochybňuje pravost Rukopisu zelenohorského

### Sebrané spisy
- Sebrané spisy P. J. Šafaříka 1–3 (Praha 1862–1863 + 1865)
- Spisy Pavla Josefa Šafaříka 1 (Praha, 1938)

| „                                                              | Takové velké kmeny, jakým je i kmen slovanský, nepřichází odnikud najednou, ale vyrůstají na místě. Tisícileté pokojné přebývání ve stálých sídlech je potřebné na to, aby národ dosáhl takovou rozšířenost a lidnatost. Úvaha o příchodě Slovanů z Asie do Evropy leží daleko za hranicemi pravdivé historie a každé rozumování o tom nepochybně vede k bludům a zcestnosti. | “ |
| — Šafařík, P. J.: Slovanské starožitnosti, Praha 1837, s. 425- | |   |

## Pozůstalost
Literární pozůstalost se v celku nedochovala. Část korespondence Šafařík spálil před odjezdem z Nového Sadu a druhou část spálil k stáru při záchvatu dny a deprese.
- Jednotliviny a korespondence jsou obsaženy v různých fondech, které spravují Památník národního písemnictví, Knihovna Národního muzea v Praze a Matice slovenská v Martině.
- Několik osobních předmětů a čestných darů získalo do sbírek Národní muzeum prostřednictvím syna Vojtěcha a vnoučat Jirečkových.

## Úcta

### Vyobrazení

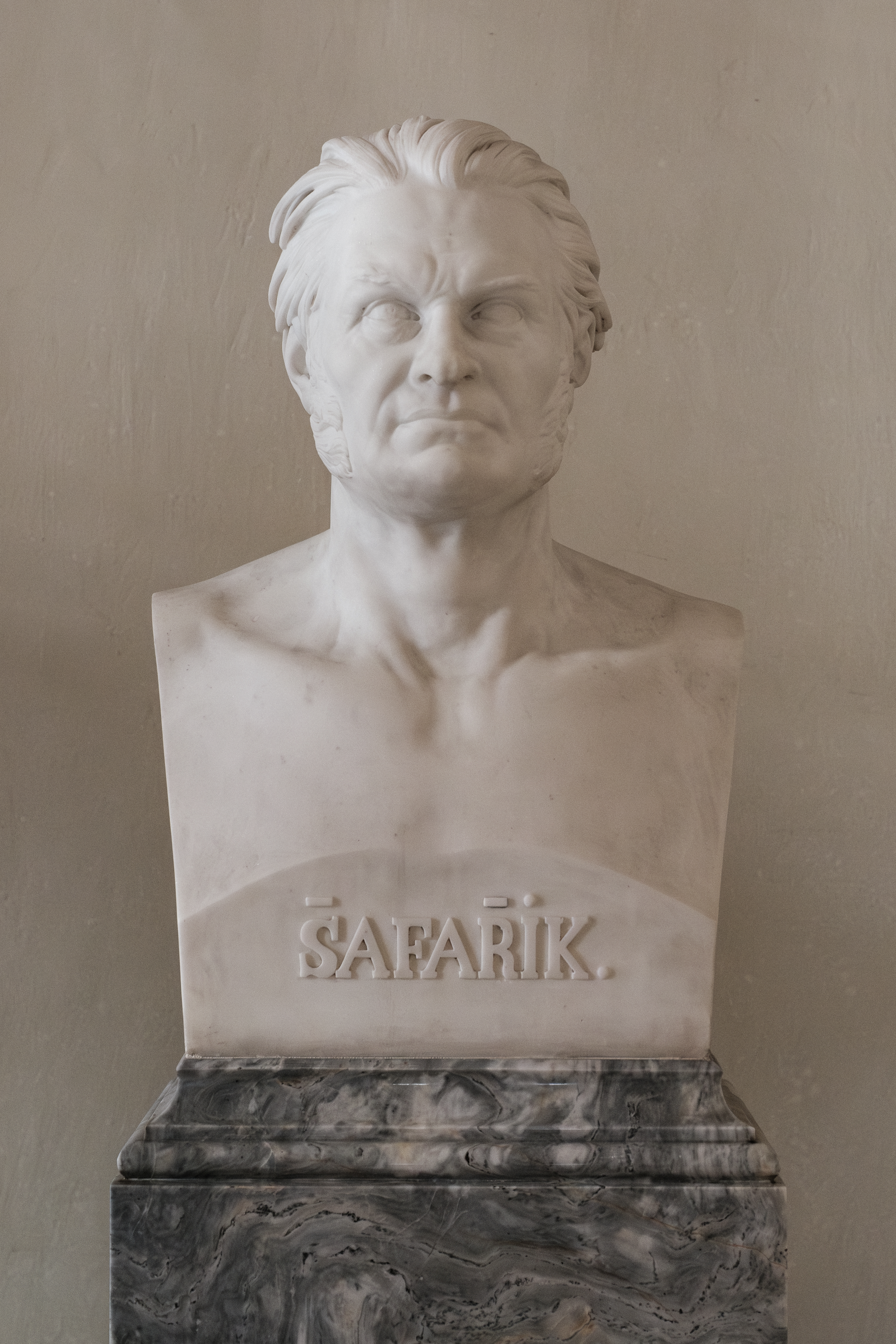
Busta Pavla Josefa Šafaříka od Vincenze Pilze v pražském Klementinu

- Portrétní busta v Panteonu Národního muzea v Praze, bronz, Emanuel Halman 1900
- Portrétní busta v Národní knihovně v Praze, carrarský mramor (na chodbě před vstupem do Oddělení rukopisů a starých tisků)
- Posmrtná maska, odlil Tomáš Seidan, sádra 1861
- Pamětní deska na budově Klementina v Praze 1 – Karlova ulice, bronz, Ladislav Šaloun 1925
- Portrét, olejomalba na plátně, Antonín Machek, Praha 1839
- Portréty P. J. Šafaříka, jeho manželky Julie a jeho tchyně Zuzany de Söden, malovala Amalie von Peter, Vídeň 1839; sbírka Národního muzea v Praze
- Grafické portréty P. J. Šafaříka, litografie František Šír, Jan Vilímek, Praha
- Jubilejní medaile, 1895, Václav Šantrůček

### Pojmenování
- Slovensku kulturně-umělecký spolek Karlovy Nový Sad, Srbsko
- Univerzita Pavla Jozefa Šafárika v Košicích
- Šafárikova – ulice ve více městech na Slovensku
- Šafaříkova – ulice v Kroměříži
- Šafaříkova ulice v Praze 2 – Novém Městě
- Město Šafárikovo v letech 1948–1990, dnes Tornaľa
  - Základní škola P. J. Šafárika v Tornale[12]
- Gymnázium P. J. Šafárika v Rožňavě
- Šafárikovo náměstí v Bratislavě
- Jmenovka Pavla Josefa Šafaříka je umístěna na fasádě pod okny historické budovy Národního muzea v Praze mezi dalšími, viz Dvaasedmdesát jmen české historie
- Při mobilizaci čs. armády na podzim roku 1938 měla 21. divize krycí název Šafařík[13]
- Šafaříkovy sady v Plzni